# ピカイア
ピカイア（学名：genus Pikaia）は、約5億0,500万年前（古生代カンブリア紀中期）の海に棲息していた原始的脊索動物。バージェス動物群に属する。ピカイアの存在は、脊索動物が他の多くの動物門と同様、カンブリア爆発の時期に登場したことを示唆している。
1911年に多毛類として記載された化石種であるが、1979年に始原的脊索動物に分類し直されて以降、より古い時代の動物群（澄江動物群）が知られていなかった1980年代後半までの10年弱の間は、脊椎動物の直接的祖先もしくはその近縁と考えられていた。
体長は5cｍ未満と言われている。

## 発見と命名
最初の化石はアメリカ人古生物学者チャールズ・ウォルコットによってカナダブリティッシュコロンビア州のバージェス頁岩累層に属するピカ山（Mount Pika）の麓から発見され、時を置かず、1911年に多毛類（環形動物門多毛綱）の化石種として発表（記載）された。
属名 Pikaia は上記の地名に由来。 模式種の種小名 gracilens はラテン語で「ほっそりした」の意である。

## 系統分類
見直されてきた分類（原始的多毛類→ 始原的脊索動物→ 原始的頭索動物）

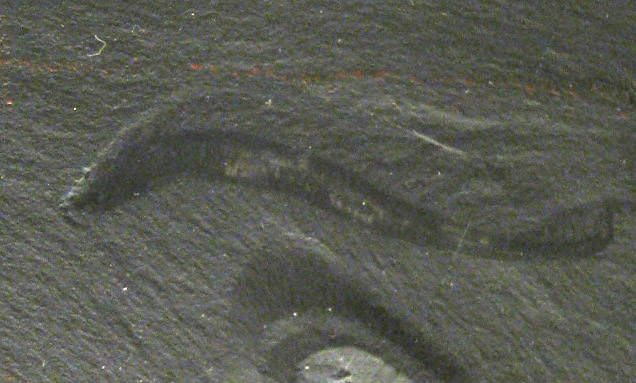
バージェス頁岩累層から発掘されたピカイア・グラキレンスの化石標本（体長約4cm弱。米国はニューヨーク州の国立自然史博物館所蔵）

発見者チャールズ・ウォルコットは1911年の記載時に本種を原始的な多毛類に分類した が、バージェス動物群の研究が進むことによってこの認識は見直され、1979年にはイギリスの古生物学者サイモン・コンウェイ・モーリスにより、「始原的脊索動物」との分類に改められた。アメリカ人古生物学者スティーヴン・ジェイ・グールドの著書『ワンダフル・ライフ』などではこの学説に準じて、「脊椎動物の祖先」「ヒトの祖先」などといった解説がなされていた。
ピカイアは脊索動物であるが、脊椎動物ではなく、ナメクジウオなどが属する頭索動物亜門（en）に属している。この類は古くから脊椎動物の先祖に当たる形と見られることが多く、サイモン・コンウェイ・モーリスによる1979年学説の発表当時では、ピカイアがその中で最も古い時代のものとなっていたため、そのように見なされていたわけである。しかしその後、バージェス動物群より更に約2,000万年古いカンブリア紀前期後半（アトダバニアン；Atdabanian）に属する澄江動物群から脊椎動物亜門に属するミロクンミンギアが発見されたため、ピカイアは脊椎動物の直接の祖先ではなく、単にカンブリア紀に棲息していた脊索動物の1属と見なされるようになった。2012年の研究では、形態的に類似していた頭索動物ですらなく、基盤的な脊索動物にすぎないとされた。

## 生物的特徴

ピカイア・グラシレンスの体構造を表した、Conway Morris & Caron (2012)に基づく図

現生する脊索動物門頭索動物亜門のナメクジウオによく似ているが、頭部と考えられている体の先端に一対の触角がある点で異なる。呼吸器や摂食器官はナメクジウオに比べて原始的である。体長1.5in（4cm弱、3.81 cm）程度で、背中には脊索がある。尾は鰭状になっている。眼を持たず、筋節を持ち、体をくねらせて泳いでいたと思われる。ただし、この復元像は、前後逆である可能性が指摘されている（右上に示したような復元図では体の細い方が前になっているが、ナメクジウオのように太い方が前で、後は先細りになっている可能性がある）。
2024年には、従来のボディプランの解釈が上下反対であったとされ、背腹方向を反転した新復元が提唱された。
遊泳性の堆積物食者であったと考えられている。